# Felice Garelli (chimico)
Felice Garelli (Fossano, 1869 – Torino, 21 marzo 1936) è stato un chimico italiano.

## Biografia
Docente e poi rettore (1925-1929) del Politecnico di Torino.
Fu collaboratore, e poi direttore, della Nuova enciclopedia di chimica.
Il 17 febbraio 1924 divenne socio dell'Accademia delle Scienze di Torino.

## Opere
- Guareschi, Icilio, and Felice Garelli. Nuova enciclopedia di chimica scientifica, tecnológica e industríale. 1913.
- Swarts, Frédéric, Felice Garelli, and Clara Giua-Lollini. Chimica inorganica. Unione tipografico editrice torinese, 1924.
- Garelli, Felice. Sulle dottrine elettriche nel secolo XVIII: saggio storico. G. Issoglio, 1866.
- Garelli, Felice. Formazione di Solfuri. Seleniuri, Tellururi di Rame. Recueil des Travaux Chimiques des Pays-Bas 42.9 (1923): 818-820.
- Garelli Felice, I gas velenosi impiegati nella guerra e loro fabbricazione industriale. «Annuario di Chimica Scientifica e Industriale», UTET, Milano, 1920.